# X 76500
,,
L'X 76500 est la version diesel de l’automotrice grande capacité (AGC), communément appelé XGC ou AGC diesel.

## Description
En 2002, alors que toutes les régions ont bien lancé leur politique TER, le constructeur canadien Bombardier remporte l’appel d’offres de l’autorail à grande capacité. Cette série de matériel sera la plus importante de toute l’histoire de la SNCF jusqu’à celles des Régiolis et Regio 2N (qui sont livrées depuis 2013), du fait de la polyvalence de ce matériel et de sa déclinaison en trois versions : automoteur (diesel), automotrice (électrique) et automoteur bi-mode (diesel et électrique).
L'X 76500 est disponible en versions à trois ou quatre caisses.

Équipements intérieurs et accessibilité
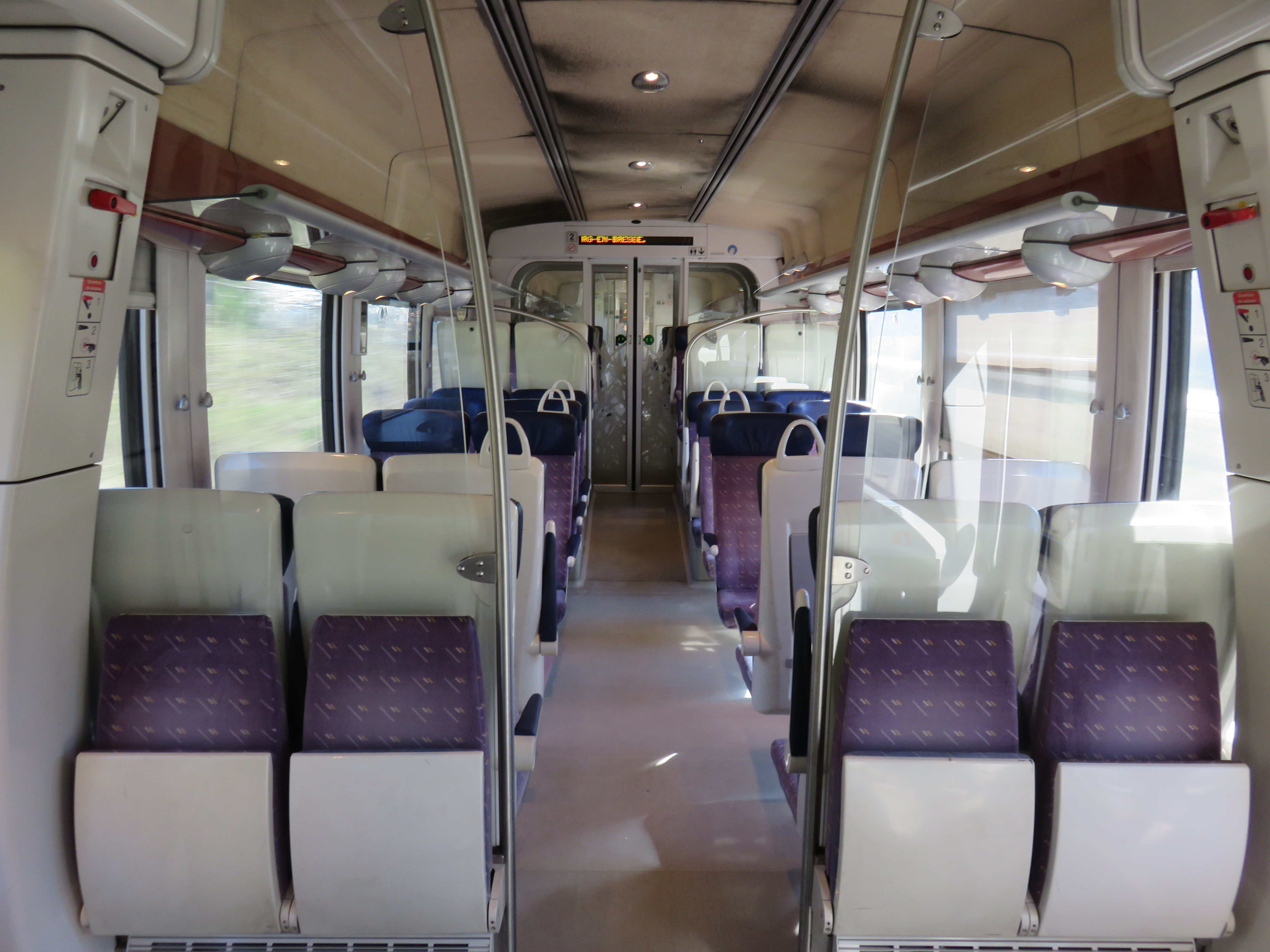
Intérieur d'une rame.
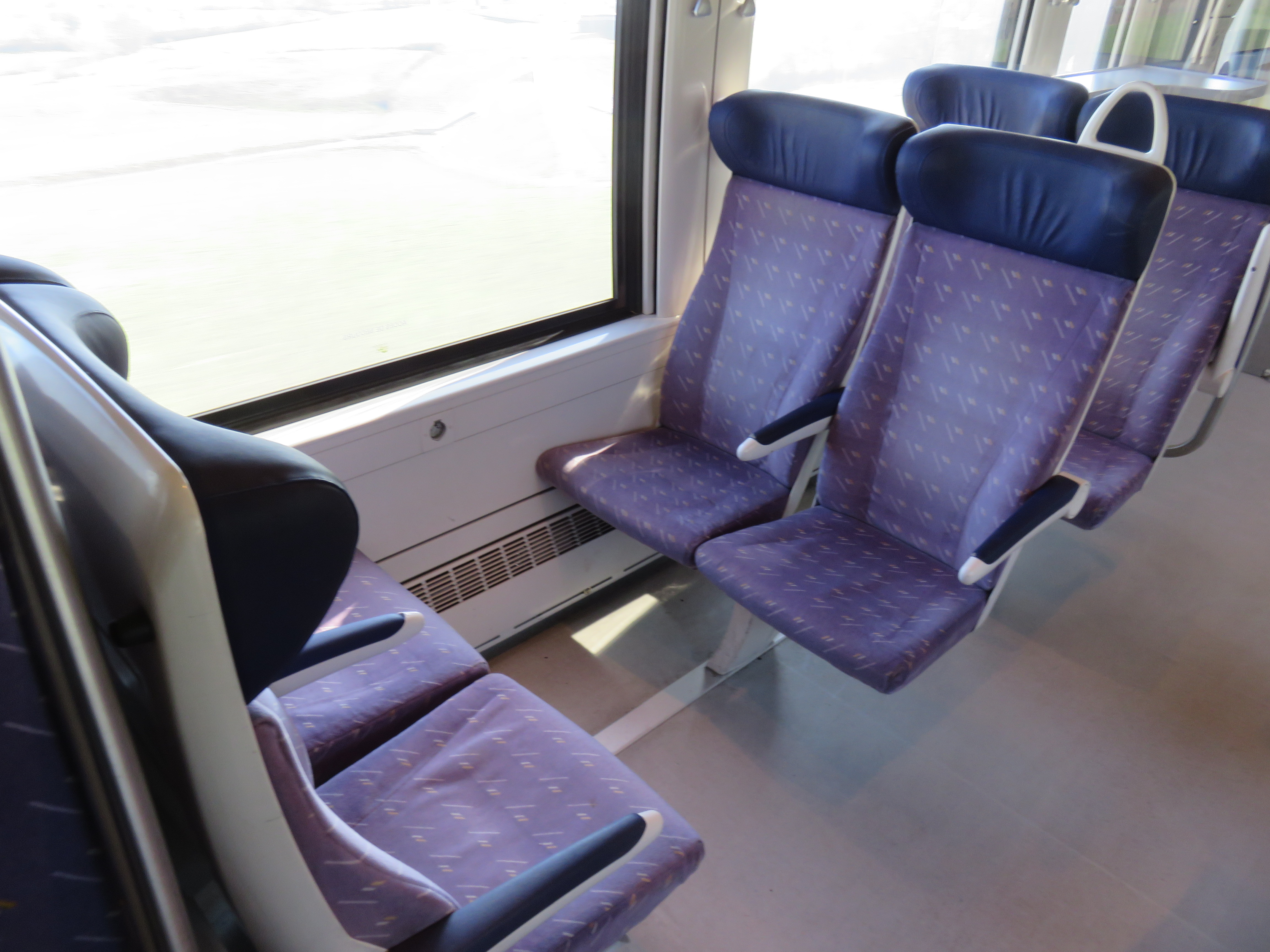
Sièges en face à face.
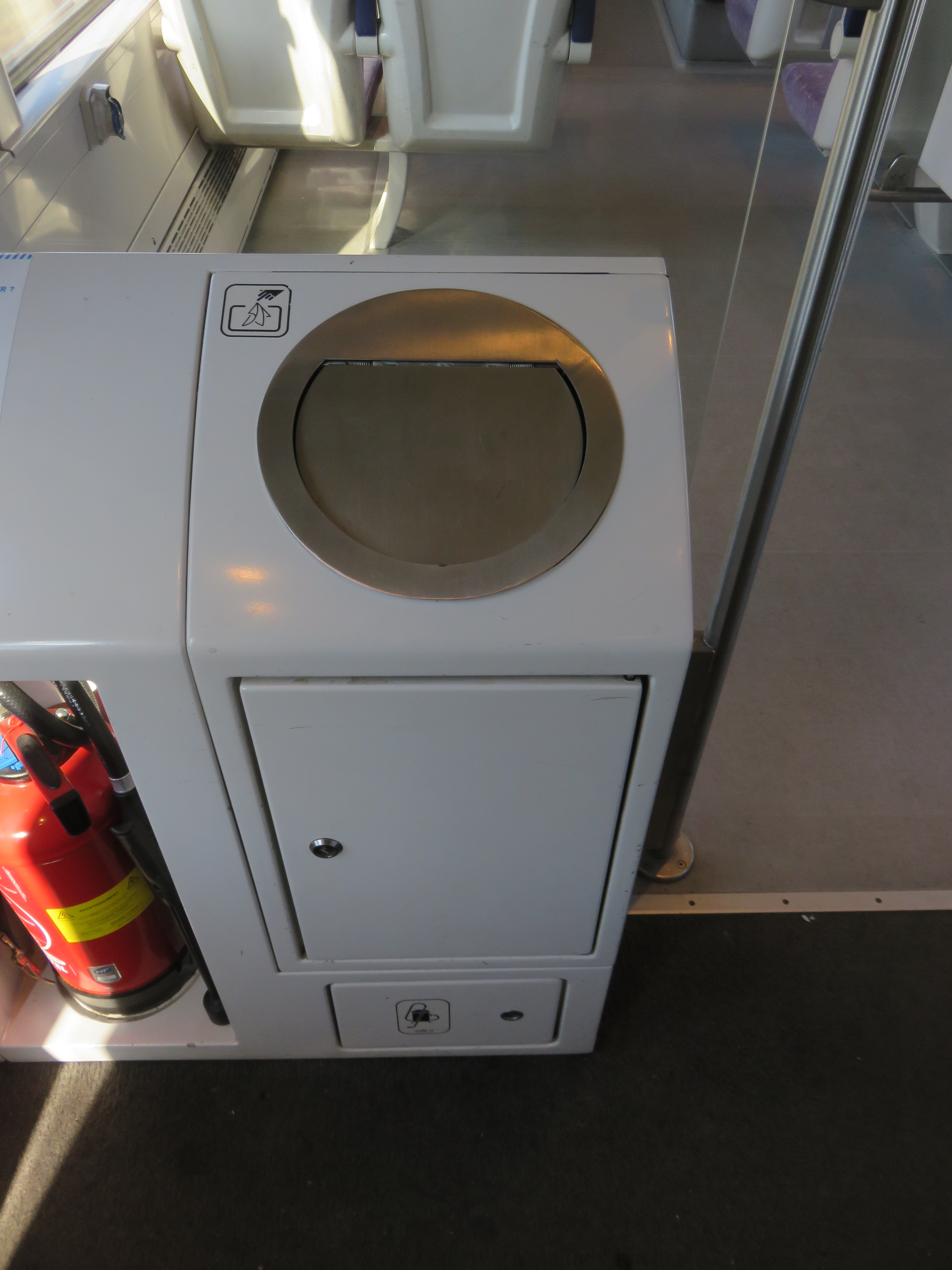
Extincteur et poubelle.
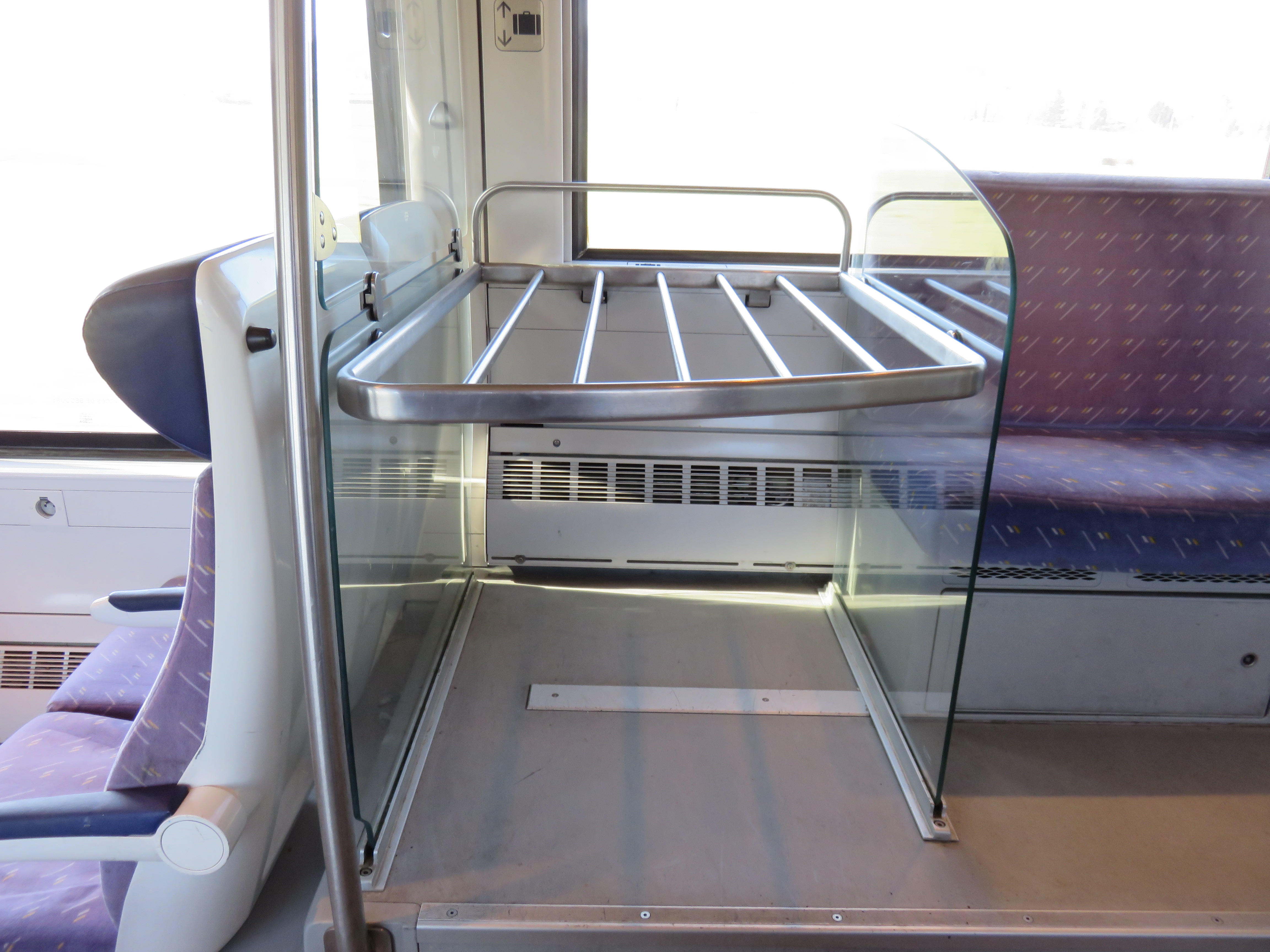
Porte-bagages.
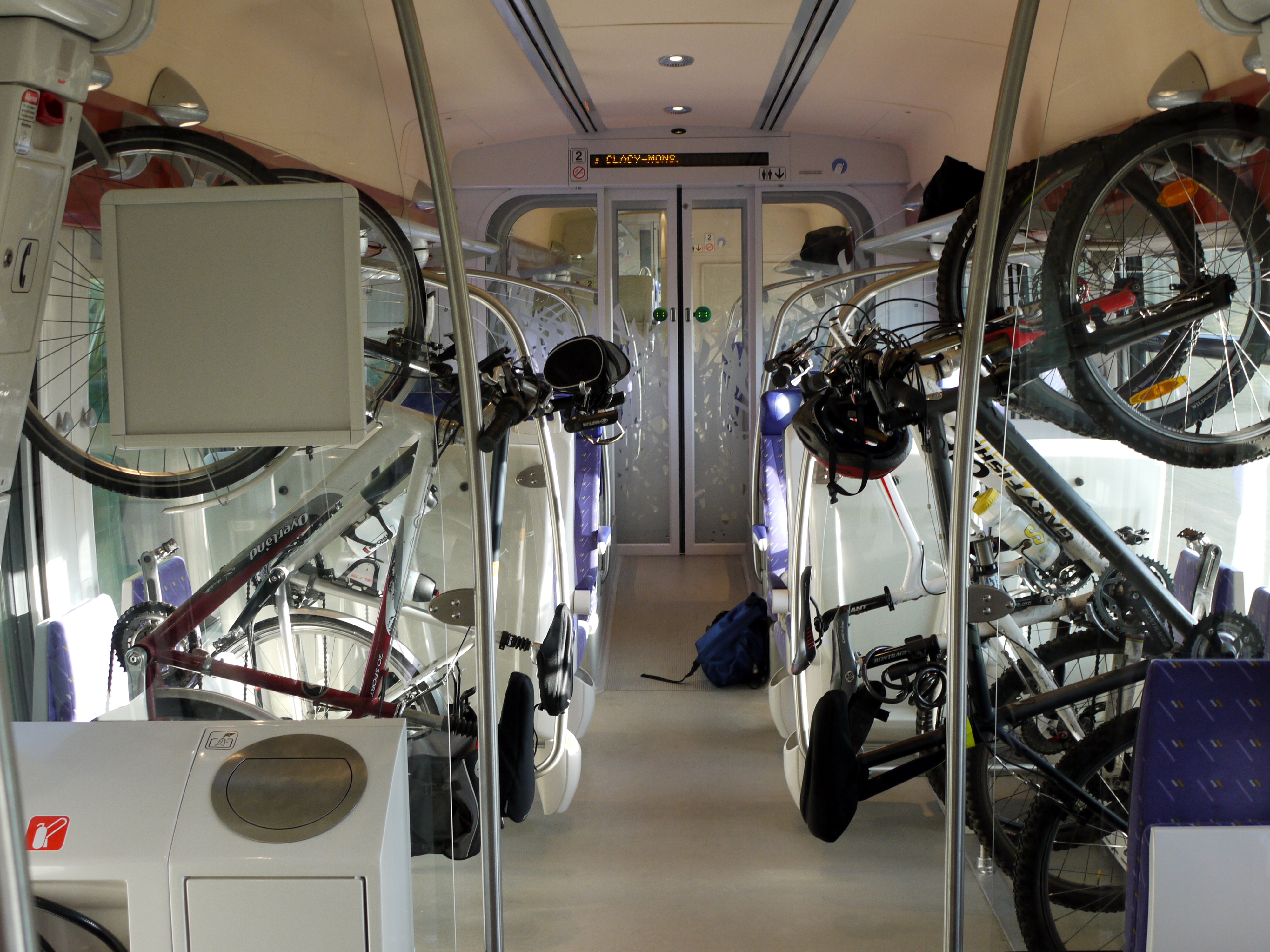
Emplacements pour vélos.
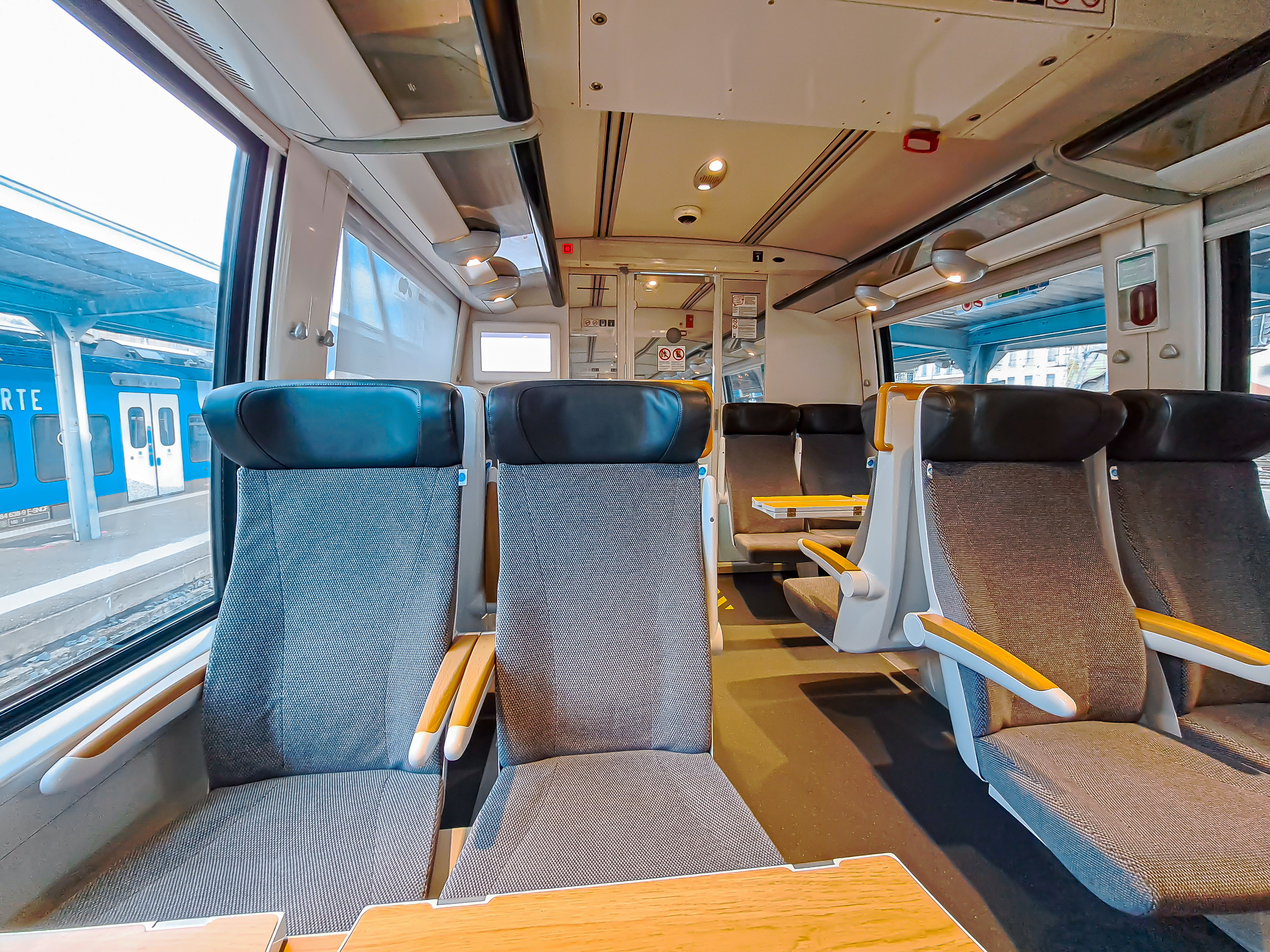
Intérieur "1ère classe" rénové d'un X76500 Auvergne-Rhône-Alpes, en 2024
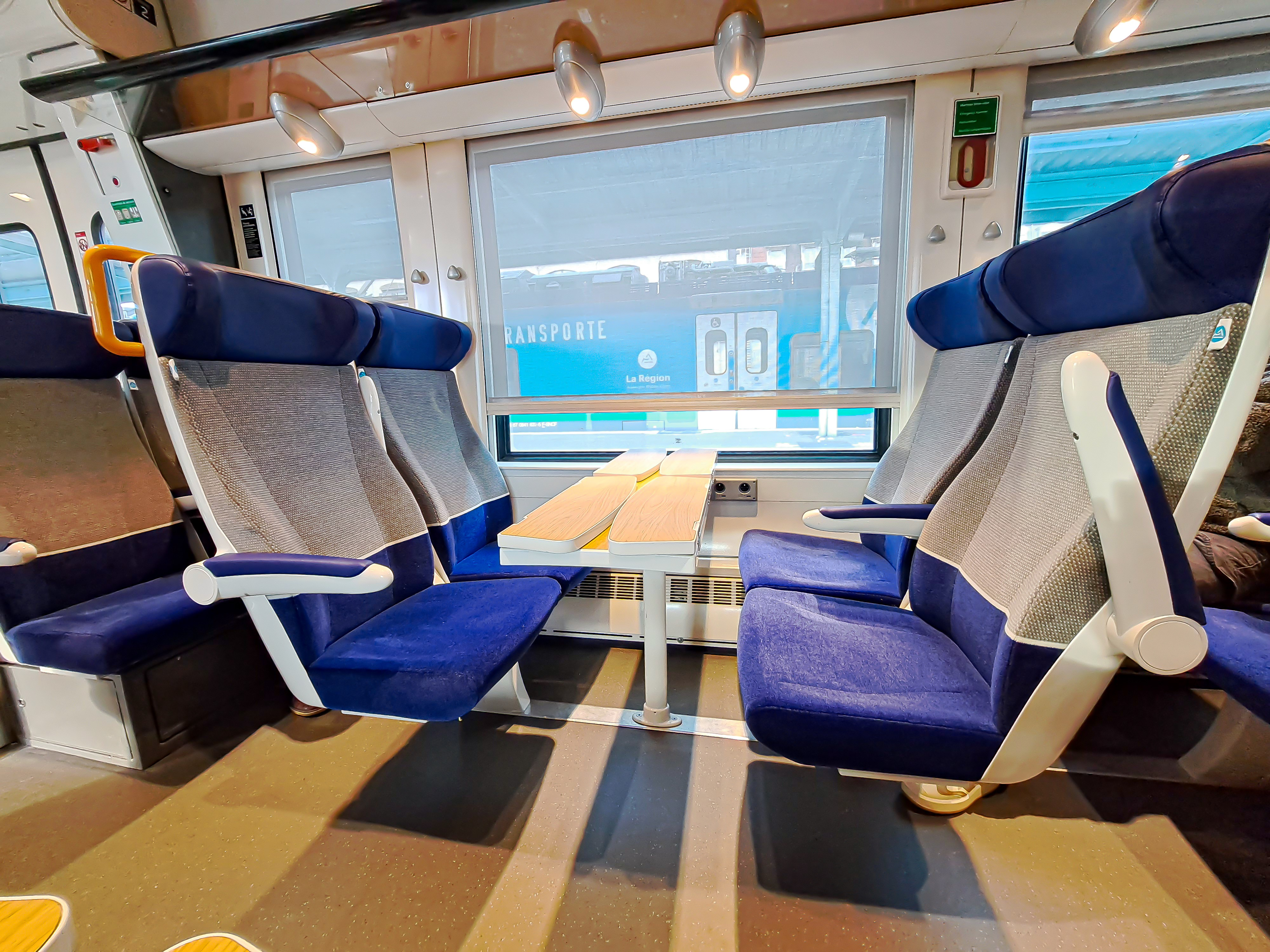
Intérieur "2ème classe" rénové d'un X76500 Auvergne-Rhône-Alpes, en 2024

## Relations effectuées

### TER Auvergne-Rhône-Alpes
- Clermont-Ferrand – Vichy – Moulins – Nevers
- Clermont-Ferrand – Riom – Vichy – Roanne – Tarare – Lyon-Part-Dieu – Lyon-Perrache
- Clermont-Ferrand – Montbrison – Saint-Étienne-Châteaucreux
- Clermont-Ferrand – Aurillac – Toulouse
- Clermont-Ferrand – Gannat – Montluçon
- Clermont-Ferrand – Vic-le-Comte – Issoire – Brioude – Nîmes
- Clermont-Ferrand – Volvic

### TER Bourgogne-Franche-Comté

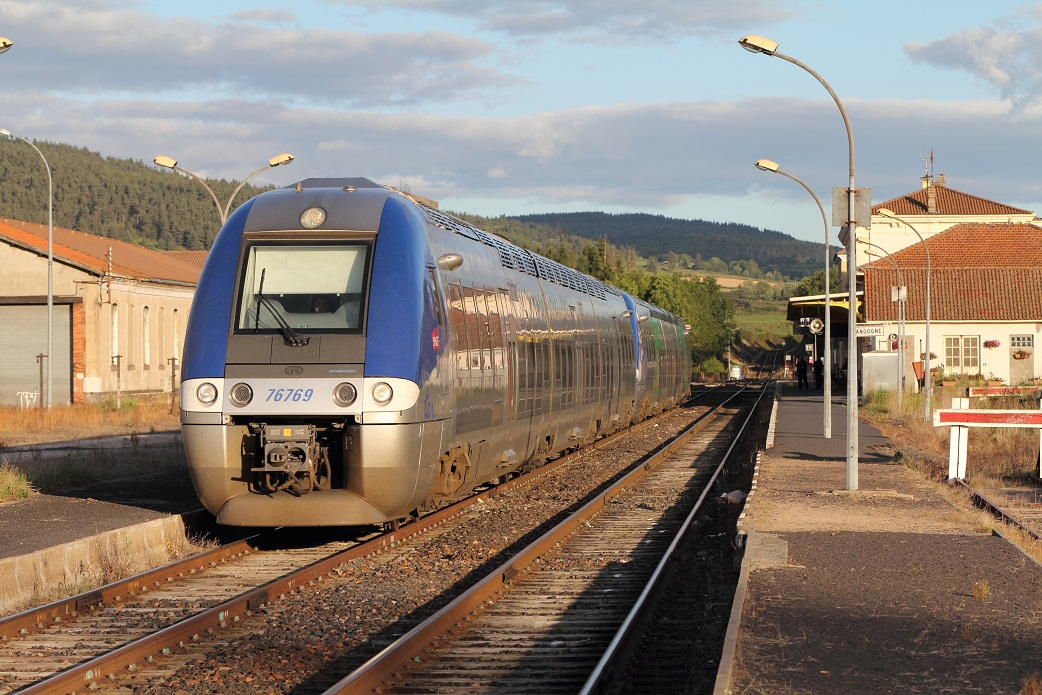
Départ de Langogne du X 76769 vers Clermont-Ferrand.

- Besançon – Valdahon – Morteau – La Chaux-de-Fonds
- Dijon – Dole – Andelot – Champagnole – Morez – Saint-Claude

### TER Bretagne
- Rennes – Brest
- Brest – Quimper – Nantes
- Nantes – Redon – Rennes
- Rennes – Janzé – Châteaubriant
- Rennes – Vitré – Laval – Le Mans / Angers
- Rennes – Messac – Redon – Vannes
- Quimper – Brest
- Morlaix – Landerneau – Brest

### TER Centre-Val de Loire
- Tours – Chinon

### TER Grand Est

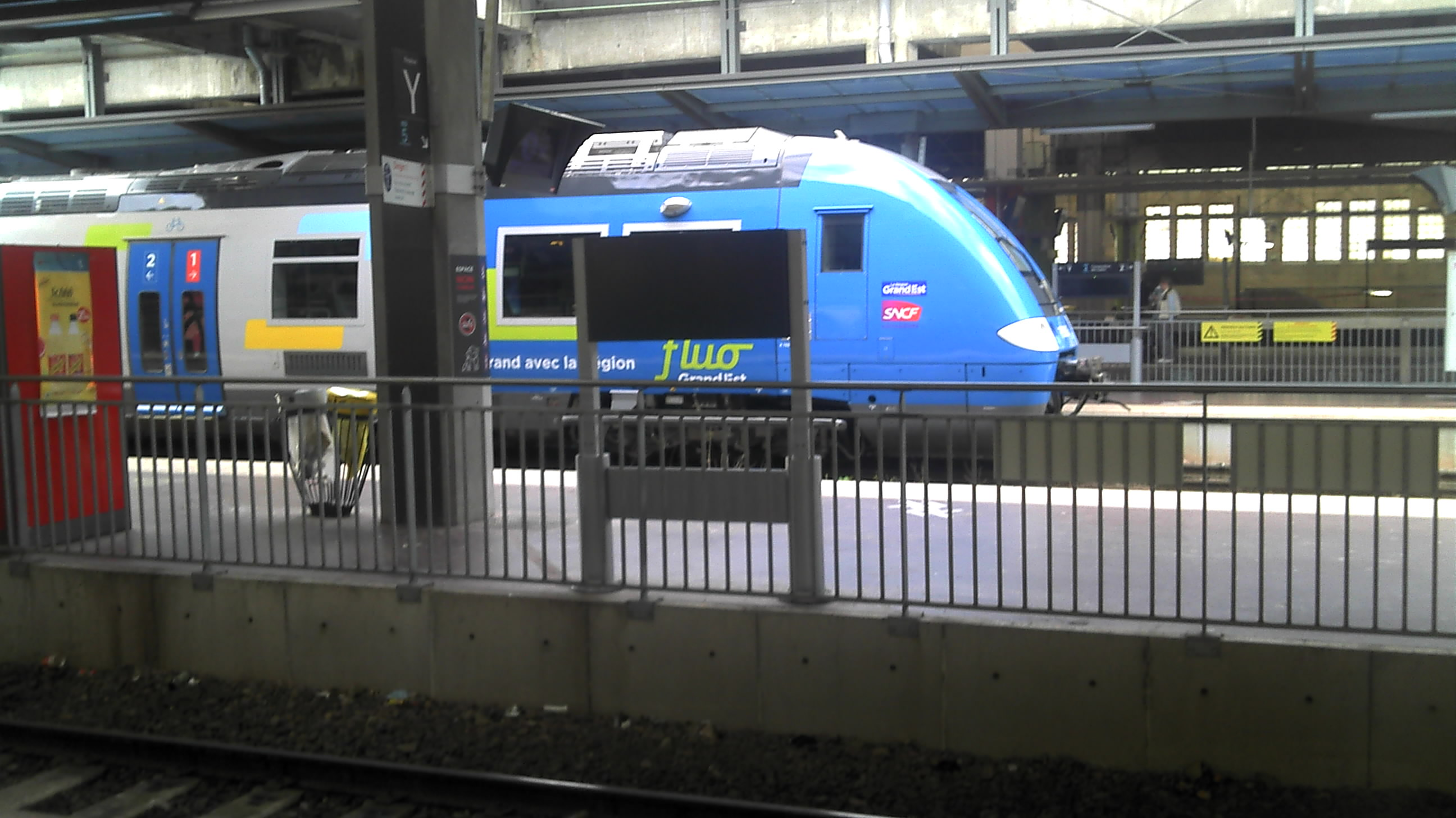
X 76500 en version Fluo Grand Est à Metz-Ville.

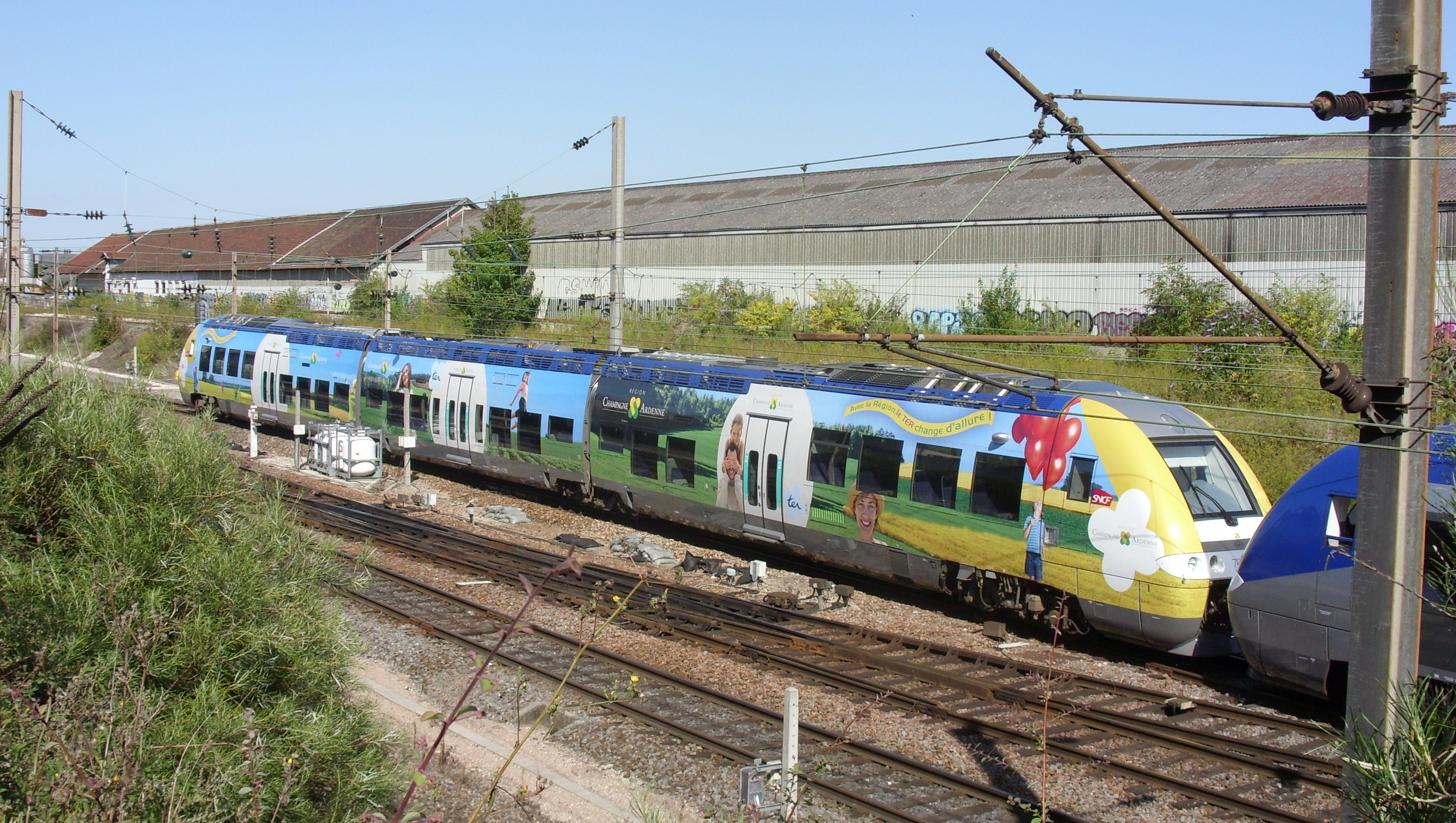
Version Champagne-Ardenne.

- Strasbourg – Molsheim – Obernai – Barr – Sélestat
- Strasbourg – Molsheim – Rothau – Saales – Saint-Dié-des-Vosges
- Strasbourg – Sarreguemines
- Strasbourg – Haguenau – Niederbronn-les-Bains
- Strasbourg – Saverne
- Strasbourg – Lauterbourg
- Strasbourg – Wissembourg
- Strasbourg – Colmar – Mulhouse – Bâle
- Sarrebourg — Sarre-Union — Sarreguemines
- Mulhouse – Belfort
- Mulhouse – Thann – Kruth
- Charleville-Mézières – Givet
- Colmar – Metzeral
- Reims – Laon
- Reims – Fismes
- Reims – Châlons-en-Champagne
- Nancy – Pont-Saint-Vincent
- Metz – Verdun

### TER Hauts-de-France
- Lille-Flandres – Comines France
- Lille-Flandres – Tournai
- Lille-Flandres – Béthune
- Lille-Flandres – Calais-Ville

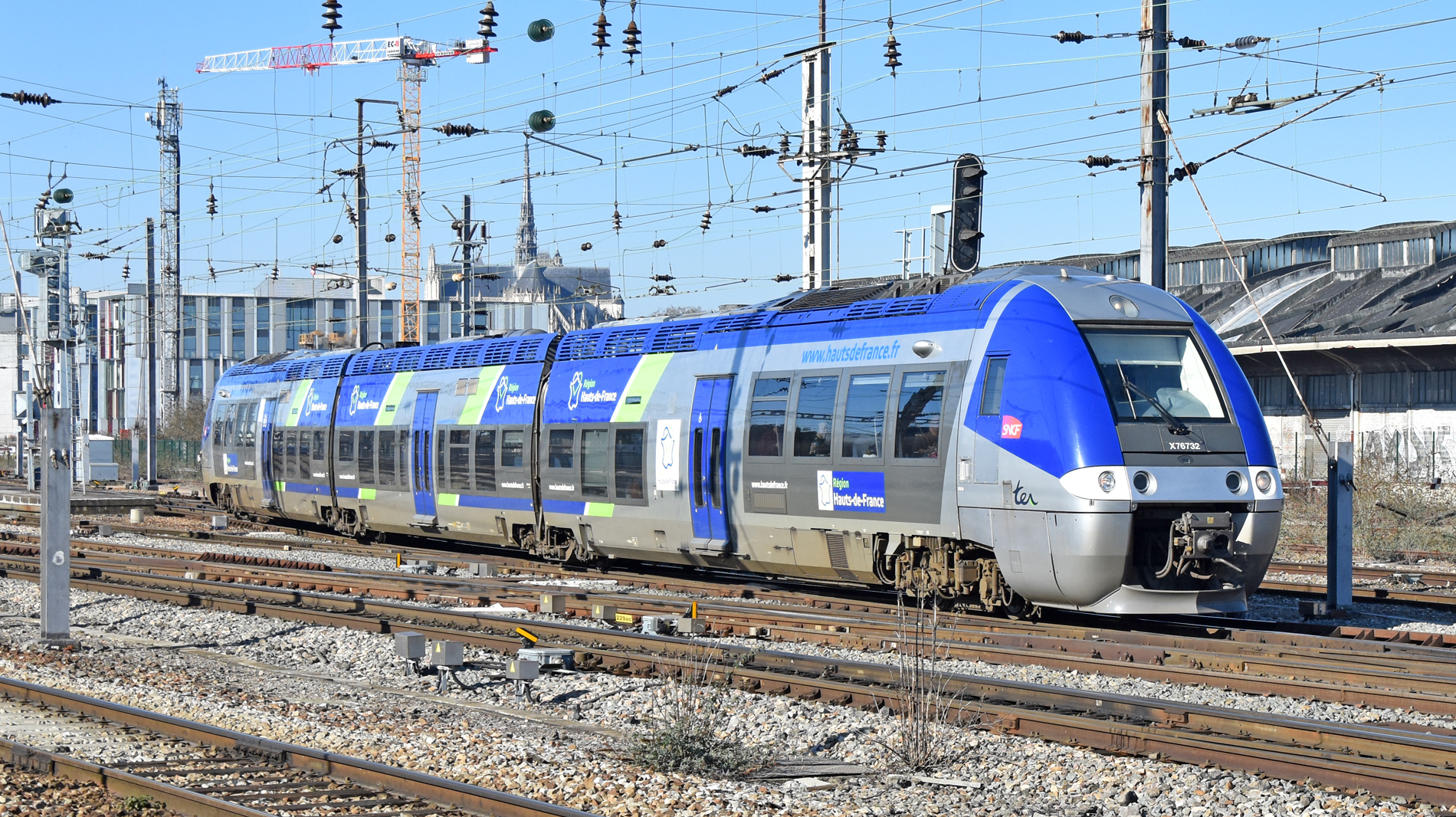
X 76731/32 sortant de la gare d'Amiens.

- Lille Flandres – Amiens (le samedi uniquement)
- Laon – Crépy-en-Valois
- Amiens – Abbeville
- Amiens – Creil (uniquement pour les liaisons omnibus)
- Amiens – Compiègne
- Amiens – Saint-Quentin
- Amiens – Tergnier – Laon
- Beauvais – Creil
- Beauvais – Le Tréport - Mers
- Amiens – Boulogne-Ville
- Abbeville – Albert

### TER Normandie

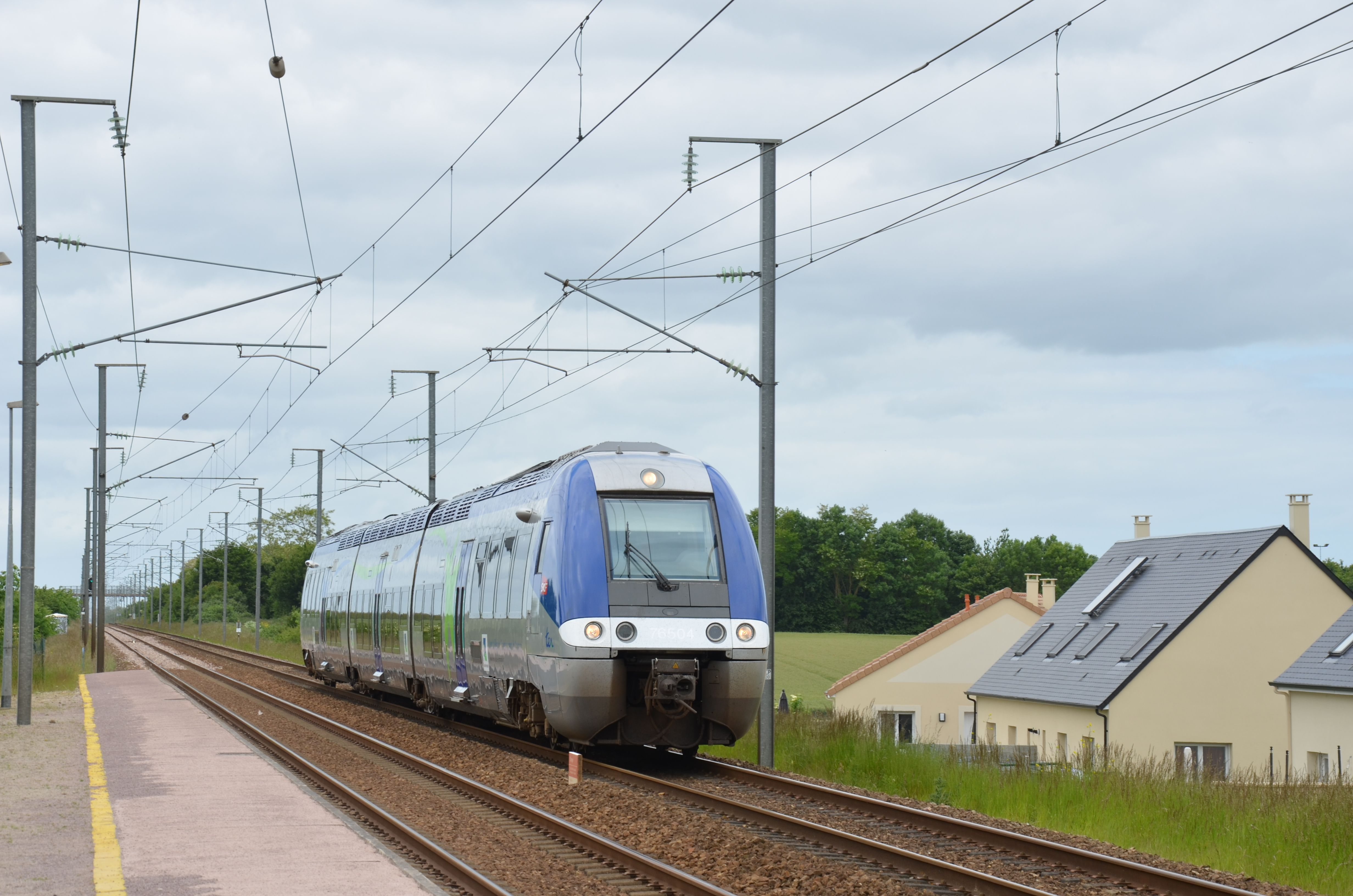
X 76503/04 arrivant en gare de Frénouville - Cagny.

- Caen – Coutances – Granville – Rennes
- Caen – Argentan – Alençon – Le Mans – Tours
- Caen – Rouen
- Trouville - Deauville – Dives - Cabourg
- Trouville - Deauville – Lisieux (exceptionnellement)
- Rouen – Dieppe

### TER Nouvelle-Aquitaine
- Poitiers – Tours
- Châtellerault – Poitiers – Angoulême
- Angoulême – Bordeaux-Saint-Jean
- Poitiers – La Rochelle-Ville
- La Rochelle-Ville – Bordeaux-Saint-Jean
- Angoulême – Saintes – Royan
- Niort - Saintes - Royan
- Limoges-Bénédictins – Châteauroux
- Limoges-Bénédictins – Uzerche – Brive-la-Gaillarde
- Limoges-Bénédictins – Poitiers
- Bordeaux-Saint-Jean
 – Limoges-Bénédictins
- Bordeaux-Saint-Jean
 – Brive-la-Gaillarde – Ussel
- Bordeaux-Saint-Jean
 – Sarlat
- Bordeaux-Saint-Jean
 – La Pointe-de-Grave
- Bordeaux-Saint-Jean
 – Saint-Mariens - Saint-Yzan
- Bordeaux-Saint-Jean
 – Mont-de-Marsan

### TER Pays de la Loire
- Angers – Cholet
- Cholet – Nantes
- Nantes – Pornic
- Nantes – Saint-Gilles-Croix-de-Vie
- Saumur – Bressuire – Les Sables-d'Olonne (2013 et 2014)

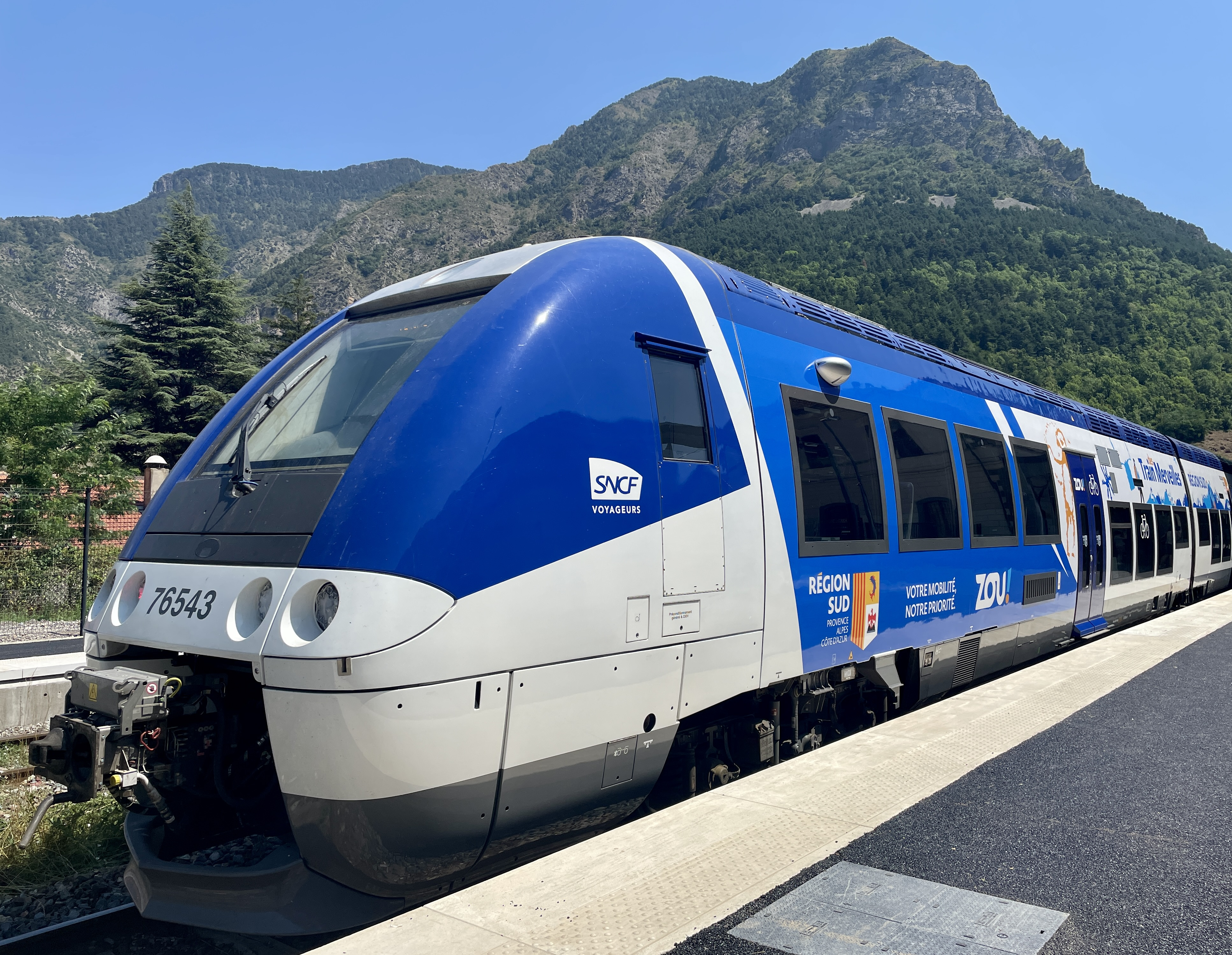
Rame du train des merveilles (TER PACA).

### TER Provence-Alpes-Côte d'Azur
- Nice – Sospel – Breil-sur-Roya – Tende
- Marseille – Gap – Briançon
- Valence-Ville – Veynes – Briançon
- Marseille – Martigues – Port-de-Bouc – Miramas

### Autres liaisons
- Reims – Dijon
- Tours – Lyon-Perrache

## Répartition du parc

### Propriétaires
Au 28 mai 2021, les 163 X 76500 sont détenus par 7 propriétaires répartis de la façon suivante :
| Propriétaire            | Effectif total | STF                                                          | Observation |
| ----------------------- | -------------- | ------------------------------------------------------------ | ----------- |
| Auvergne-Rhône-Alpes    | 26             | STF Auvergne                                                 |             |
| Bourgogne-Franche-Comté | 5              | STF Bourgogne-Franche-Comté                                  |             |
| Grand Est               | 59             | STF Champagne-Ardenne : 21 STF Lorraine : 10 STF Alsace : 28 |             |
| Hauts-de-France         | 34             | STF Hauts-de-France (Longueau)                               |             |
| Normandie               | 14             | STF Normandie                                                |             |
| PACA                    | 8              | STF Provence-Alpes-Côte d'Azur                               |             |
| Pays de la Loire        | 17             | STF Pays de la Loire                                         |             |

### Dépôts titulaires
Au 28 mai 2021, les 163 X 76500 sont gérés par 9 supervisions techniques de flotte (STF) répartis de la façon suivante :
| STF                            | Effectif total | Propriétaires           | Observation |
| ------------------------------ | -------------- | ----------------------- | ----------- |
| STF Auvergne                   | 26             | Auvergne-Rhône-Alpes    |             |
| STF Bourgogne-Franche-Comté    | 5              | Bourgogne-Franche-Comté |             |
| STF Champagne-Ardenne          | 21             | Grand Est               |             |
| STF Lorraine                   | 10             | Grand Est               |             |
| STF Alsace                     | 28             | Grand Est               |             |
| STF Hauts-de-France (Longueau) | 34             | Hauts-de-France         |             |
| STF Normandie                  | 14             | Normandie               |             |
| STF Provence-Alpes-Côte d'Azur | 8              | PACA                    |             |
| STF Pays de la Loire           | 17             | Pays de la Loire        |             |

## Modélisme
- La firme LS Models a réalisé une reproduction en HO de l'X 76549/50 en 2011[4].